# Jewgeni Michailowitsch Landis

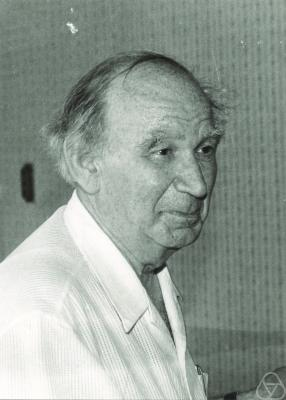
Jewgeni Landis an einer Konferenz über Potentialtheorie in Prag, 1987

Jewgeni Michailowitsch Landis (russisch Евгений Михайлович Ландис; * 6. Oktober 1921 in Charkiw, Ukrainische SSR; † 12. Dezember 1997 in Moskau, Russland) war ein sowjetischer Mathematiker und Informatiker.
Er studierte an der Staatlichen Universität in Moskau, an der er schon 1939 zugelassen wurde, aber kurz danach erst einmal sechs Jahre Militärdienst leisten musste, bevor er sein Studium fortsetzen konnte. 1946 entdeckten er und Alexander Kronrod den Satz von Sard aufs Neue, der zu dieser Zeit wegen des fehlenden wissenschaftlichen Austauschs während des Krieges in Russland unbekannt war. Der Satz wurde in russischen Texten eine Zeit lang Satz von Kronrod-Landis genannt. Neben Kronrod war Iwan Georgijewitsch Petrowski sein Lehrer. Von 1953 (dem Jahr seiner Promotion bei Kronrod) bis zu seinem Tod wirkte er an der Lomonossow-Universität, wo er Professor war.
Er befasste sich insbesondere mit Partiellen Differentialgleichungen, aber auch mit Informatik und Algorithmen. Zusammen mit Georgy Adelson-Velsky entwickelte Landis 1962 die Datenstruktur des AVL-Baums in der Informatik.
Er war ein Amateurmaler, der seine Bilder auch in einer Ausstellung seiner Fakultät präsentierte. Außerdem liebte er klassische Musik.